# Club Voleibol Playas de Benidorm
Club Voleibol Playas de Benidorm  - żeński klub piłki siatkowej z Hiszpanii. Swoją siedzibę ma w Benidorm. Występuje w Superliga Femenina de Voleibol. Został założony w 2009.